# 康克林
康克林（英語：Conklin）是位于美国纽约州布鲁姆县的一个镇，地处布鲁姆县南端、宾汉姆顿东南。2010年美国人口普查时，该镇有5441人。最早的定居者于1788年左右到达此地。1824年，康克林镇正式建立。